# 羅斯·斯圖爾特 (1995年出生足球運動員)
羅斯·马克·斯圖爾特（英語：Ross Mark Stewart；1995年4月10日—）是一名蘇格蘭足球運動員，司職守門員，現是自由身球員。

## 職業生涯
斯圖爾特出身自马瑟韦尔青訓，在2012/13球季為球隊的第一替補守門員，經常坐在替補板凳上。2013年5月12日，他首次在職業聯賽上場，在以2-0擊敗罗斯郡的比賽途中替補取代达伦·兰多夫。
2015年6月，與马瑟韦尔約滿的斯圖爾特剛晉級至蘇甲的阿爾比恩流浪者簽約加盟。2017年5月24日，在阿爾比恩流浪者效力兩年後，他轉投圣米伦並簽約兩年。2018年7月，他轉投利文斯顿，並在2019年5月4日作客以1-1打平圣庄士东的比賽首次上場。2020年1月23日，斯圖爾特被外借到南部皇后至5月31日。2月8日聯賽對格里诺克慕顿的比賽中，他在比賽中兩次面對點球，他救了在59分鐘的第一球，但67分鐘的第二球未能救出。他的撲救使球隊最釙以2-2打平對手。2020年8月13日，他被外借到哈茨，為期半年至2021年1月，這段外借在2021年1月22日延長至季末。
2021年5月4日，他與哈茨簽下兩年合約。雙方關係最終在2023年7月1日解除。同年11月，他開始與英格蘭足球甲級聯賽球會卡莱尔联一起訓練，可惜雙方在合約問題上未能達成共識而談判破滅。
2024年1月，他與蘇格蘭足球冠軍聯賽球會帕尔蒂克簽約效力至季末。